# 泛全球航空
泛全球航空（英語：TransGlobal Airways）是一間位於菲律賓中部城市安吉利斯的貨運航空公司。其主要航線為飛往中國以及臺灣的貨運航線。

## 目的地
- 菲律賓
  - 安吉利斯－迪奧斯達多·馬卡帕加爾國際機場
  - 宿霧－宿霧國際機場
- 中国大陆
  - 廈門－廈門高崎國際機場
  - 珠海－珠海機場
- 臺灣
  - 臺北－臺灣桃園國際機場
- 阿联酋
  - 富吉拉－富吉拉國際機場（英语：Fujairah International Airport）
- - 達卡－沙阿賈拉勒國際機場